# Baalberith
Baalberith, auch Balberith, Baal Berith, Baal Berit, ist eine kanaanäische Gottheit. Er wird im Buch der Richter des jüdischen Tanach bzw. des christlichen Alten Testaments zweimal erwähnt. Eine dritte Erwähnung, als El Berith, wird von einigen Wissenschaftlern als Namensvariante aufgefasst, während andere hierin eine separate Gottheit sehen.
Baalberith ist verbunden mit der antiken samaritanischen Stadt Sichem, identifiziert mit dem Ruinenhügel Tell Balata am Ort des modernen Nablus. Der Archäologe und Theologe Ernst Sellin schrieb bei seinen Ausgrabungen 1923/1924 einen dort entdeckten Tempel dem Baalberith zu.
Die Bezeichnung Baal (Ba'al) kann im biblischen Kontext verschiedene Bedeutungen haben. Wörtlich meint es „Eigentümer“ oder „Herrscher“, übertragen kann es viele andere Bedeutungen annehmen, darunter Ehemann (wohl als Beherrscher seiner Ehefrau). Es kann sich auf weltliche wie auf übernatürliche Herrscher beziehen. Als Eigenname verwendet, tritt es an die Stelle von Gott. Es wird vermutet, dass, ähnlich wie bei den Israeliten, der Name Gottes zu heilig war, um außerhalb sakraler Zusammenhänge ausgesprochen zu werden, so dass auf ihn als den Herrn bezogen wurde. Im Tanach (bzw. in der Bibel) steht „Baal“ meist für den Wettergott Adad/Hadad, insbesondere als Herrn der Stadt Ugarit.
„Baal Berith“ kann übersetzt werden als „Herr des Bundes“ (oder Bundesgott), oder, eher als Eigenname aufgefasst, „Bundesbaal“. Dieser Ausdruck ist mehrdeutig. Er könnte sich auf einen Gott als Schutzherr eines Vertrags/Bundes beziehen, oder einen Gott, mit dem Menschen einen Vertrag geschlossen haben. Da die Bezeichnung Baal Berith außerhalb des Tanach nicht bezeugt ist, besteht über die Deutung keine Einigkeit. Es gibt aber einen hurritischen Hymnus aus Ugarit, in dem El Berit ('il brt) angerufen wird. Eine Funktion als Zeuge oder Wächter eines Vertrags wäre ungewöhnlich, da dafür meist eine lange Reihe von Gottheiten angerufen wurde. Abseits der Hebräer ist aber auch ein Bund oder Vertrag von Göttern mit Menschen nicht eindeutig bezeugt. Aufgrund der schlechten Quellenlage bleibt die Bedeutung hier spekulativ.
Die meisten Forscher sehen in Baal Berith einen persönlichen Schutzgott der Stadt Sichem, nicht identisch mit dem Baal von Ugarit. Einige nehmen, wegen des doppelten Bezugs (Baal Berith und El Berith) sogar zwei Schutzgötter an.